# Sékou (Benin)
Sékou ist ein Arrondissement im Departement Atlantique in Benin. Es ist eine Verwaltungseinheit, die der Gerichtsbarkeit der Kommune Allada untersteht. Gemäß der Volkszählung von 2013 hatte Sékou 14.989 Einwohner, davon waren 7413 männlich und 7576 weiblich.
Über die Fernstraße RNIE2 ist in nordwestlicher Richtung Allada zu erreichen, in südöstlicher Richtung erst Tangbo-Djevié (Kommune Zè), dann Golo-Djigbé (Kommune Abomey-Calavi).